# Папаян, Рафаэль Ашотович
Рафаэ́ль Ашо́тович Папая́н (арм. Ռաֆաել Պապայան, 1942—2010) — армянский политический и государственный деятель.

## Биография
В 1965 — окончил Ереванский педагогический институт русского и иностранных языков им. Брюсова.
В 1965—1969 годы — работал лаборантом, ассистентом кафедры литературы Ереванского государственного университета.
В 1969—1972 годы — аспирант кафедры русской литературы Тартуского государственного университета, где в 1972 году — защитил диссертацию на соискание научной степени кандидата филологических наук.
В 1972—1980 годы — преподаватель, а позже доцент кафедры литературы ЕГУ.
В 1980—1982 годы — старший научный сотрудник лаборатории арменоведения ЕГУ.
В 1975 году стал одним из организаторов Армянской Хельсинкской группы, занимающейся нарушениями прав человека в Армянской ССР.
В 1982 году был приговорен к 4 годам лишения свободы с последующей ссылкой на 2 года по обвинению в антисоветской агитации и пропаганде. Отбывал наказание в колонии строгого режима для политзаключенных в посёлке Барашево Мордовской АССР. Участвовал во всех голодовках и забастовках, несколько раз был заключён в штрафной изолятор. Ссылку отбывал в городе Миллерово Ростовской области.
В мае 1987 года, с началом Перестройки, был досрочно освобождён из ссылки.
В 1989 году организовал и возглавил работу кафедры арменоведения Ереванской государственной консерватории.
В 1989 году организовал и встал во главе Армянской лиги прав человека, посредством которой в марте 1990 года принимал участие в очередной сессии комиссии ООН по правам человека в Женеве, где выступал с докладом по карабахской проблеме.
В 1990 году — был избран депутатом верховного совета. Председатель постоянной комиссии по правам человека и вопросам национальных меньшиств. Член Конституционной комиссии, а позже член комиссии по помилованию при президенте Армении. Член «АОД».
С 1991 года — член верховного духовного совета Армянской Апостольской церкви.
В 1995 году — вновь избран депутатом парламента. Член постоянной комиссии по науке, культуре, образованию и вопросам молодёжи. Член «АОД».
14 июня 1995 года — награждён медалью Русской православной церкви Святого Благоверного князя Даниила Московского «За труды во славу Святой церкви».
С сентября 1997 года — член Конституционного суда Армении.
15 августа 2003 года награждён орденом Армянской Апостольской церкви «Святой Нерсес Шнорали».
Автор стихотворного сборника, художественных переводов, ряда монографий по проблемам теоретического литературоведения, права, богословия.